# Чемпіонат України з легкої атлетики 2002
Чемпіонат України з легкої атлетики 2002 був проведений 10-13 червня в Донецьку на стадіоні «Локомотив». Це був перший чемпіонат за період незалежності України, який був проведений не в Києві.

## Основний чемпіонат

### Чоловіки
| Дисципліни                | Золото                                                                               | Золото   | Срібло                                                                                          | Срібло   | Бронза                                                                           | Бронза   |
| ------------------------- | ------------------------------------------------------------------------------------ | -------- | ----------------------------------------------------------------------------------------------- | -------- | -------------------------------------------------------------------------------- | -------- |
| 100 метрів                | Костянтин Рурак Запорізька область                                                   | 10,20    | Костянтин Васюков Донецька область                                                              | 10,36    | Анатолій Довгаль Харківська область                                              | 10,36    |
| 200 метрів                | Костянтин Рурак Запорізька область                                                   | 20,78    | Євген Зюков Харківська область                                                                  | 21,09    | Володимир Демченко Дніпропетровська область                                      | 21,15    |
| 400 метрів                | Андрій Твердоступ Харківська область                                                 | 46,97    | Володимир Рибалка Київ                                                                          | 47,42    | Дмитро Глущенко Харківська область                                               | 46,48    |
| 800 метрів                | Іван Гешко Чернівецька область                                                       | 1.49,48  | Віталій Подакін Житомирська область                                                             | 1.49,54  | Павло Піковець Луганська область                                                 | 1.49,77  |
| 1500 метрів               | Іван Гешко Чернівецька область                                                       | 3.45,80  | Дмитро Барановський Київська область                                                            | 3.46,63  | Микола Трубачов Київська область                                                 | 3.47,19  |
| 5000 метрів               | Дмитро Барановський Київська область                                                 | 13.57,55 | Максим Янішевський Донецька область                                                             | 14.01,75 | Микола Рудик Вінницька область                                                   | 14.03,37 |
| 10000 метрів              | Михайло Іверук Рівненська область                                                    | 28.58,69 | Василь Матвійчук Хмельницька область                                                            | 29.00,08 | Максим Янішевський Донецька область                                              | 29.01,33 |
| 110 метрів з бар'єрами    | Володимир Овчаров Київ                                                               | 14,04    | Сергій Демидюк Київ                                                                             | 14,08    | Сергій Смоленський Київ                                                          | 14,21    |
| 400 метрів з бар'єрами    | Геннадій Горбенко Дніпропетровська область                                           | 50,54    | Роман Воронько Дніпропетровська область                                                         | 51,37    | Вадим Гудзенко Харківська область                                                | 52,01    |
| 3000 метрів з перешкодами | Вадим Слободенюк Рівненська область                                                  | 8.41,80  | Сергій Редько Луганська область                                                                 | 8.43,75  | Анатолій Харковець Рівненська область                                            | 8.52,25  |
| 4×100 метрів              | УкраїнаКостянтин Васюков Костянтин Рурак Анатолій Довгаль Олександр Кайдаш           | 39,61    | Київ/ Київська областьСергій Демидюк Костянтин Захарченко В'ячеслав Троценко Олексій Дем'янишин | 41,02    | Збірна областей Сергій Андросович Олександр Пацеля Станіслав Пупов Роман Шпилька | 41,54    |
| 4×400 метрів              | Харківська областьВадим Гудзенко Андрій Твердоступ Дмитро Глущенко Олександр Гладков | 3.08,80  | Дніпропетровська областьВолодимир Демченко Роман Воронько Іван Левченко Сергій Міщенко          | 3.09,89  | КиївОлексій Дем'янишин Максим Рудик Володимир Рибалка Сергій Демидюк             | 3.13,47  |
| Ходьба 20 кілометрів      | Андрій Юрін Київська область                                                         | 1:29.10  | Іван Луцик Волинська область                                                                    | 1:30.44  | Андрій Ковенко Вінницька область                                                 | 1:31.06  |
| Стрибки у висоту          | Руслан Гливинський Одеська область                                                   | 2,20     | Артем Козбанов Дніпропетровська область                                                         | 2,15     | Віктор Шаповал Львівська область                                                 | 2,15     |
| Стрибки з жердиною        | Денис Юрченко Донецька область                                                       | 5,75     | Максим Мазурик Донецька область                                                                 | 5,50     | Олександр Корчмід Київська область                                               | 5,40     |
| Стрибки в довжину         | Володимир Зюськов Донецька область                                                   | 8,02     | Валерій Васильєв Сумська область                                                                | 7,64     | Денис Гордієнко Київ                                                             | 7,64     |
| Потрійний стрибок         | Микола Саволайнен Київ                                                               | 16,75    | Андрій Троць Дніпропетровська область                                                           | 16,65    | Володимир Кравченко Дніпропетровська область                                     | 16,27    |
| Штовхання ядра            | Роман Вірастюк Івано-Франківська область                                             | 19,95    | Андрій Бородкін Хмельницька область                                                             | 19,32    | Юрій Пархоменко Київ                                                             | 19,12    |
| Метання диска             | Аббас Самімі Іран                                                                    | 59,51    | Кирило Чупринін Волинська область                                                               | 58,60    | Іван Напреєнко Харківська область                                                | 55,68    |
| Метання молота            | Олександр Крикун Черкаська область                                                   | 80,72    | Владислав Піскунов Херсонська область                                                           | 80,01    | Артем Рубанко Київ                                                               | 73,70    |
| Метання списа             | Олег Стаценко Харківська область                                                     | 73,51    | Василь Дубовський Волинська область                                                             | 72,38    | Володимир Петриченко АР Крим                                                     | 71,51    |

### Жінки
| Дисципліни                | Золото                                                                               | Золото   | Срібло                                                                              | Срібло   | Бронза                                                                         | Бронза   |
| ------------------------- | ------------------------------------------------------------------------------------ | -------- | ----------------------------------------------------------------------------------- | -------- | ------------------------------------------------------------------------------ | -------- |
| 100 метрів                | Анжела Кравченко Донецька область                                                    | 11,44    | Олена Пастушенко Харківська область                                                 | 11,57    | Ірина Кожемякіна Харківська область                                            | 11,59    |
| 200 метрів                | Анжела Кравченко Донецька область                                                    | 23,30    | Тетяна Ткаліч Харківська область                                                    | 23,47    | Марина Майданова Харківська область                                            | 23,56    |
| 400 метрів                | Антоніна Єфремова Донецька область                                                   | 51,70    | Тетяна Мовчан Київ                                                                  | 52,92    | Ольга Міщенко Рівненська область                                               | 53,38    |
| 800 метрів                | Юлія Гуртовенко Донецька область                                                     | 2.01,24  | Юлія Кумпан Запорізька область                                                      | 2.01,47  | Оксана Ілюшкіна Миколаївська область                                           | 2.01,67  |
| 1500 метрів               | Ірина Ліщинська Донецька область                                                     | 4.09,36  | Оксана Мельцаєва Донецька область                                                   | 4.09,94  | Наталія Сидоренко Донецька область                                             | 4.11,94  |
| 5000 метрів               | Марина Дуброва Київ                                                                  | 16.02,95 | Тетяна Головченко Сумська область                                                   | 16.06,45 | Світлана Нехорош Донецька область                                              | 16.15,70 |
| 10000 метрів              | Наталія Беркут Київська область                                                      | 32.13,28 | Ольга Козел Запорізька область                                                      | 32.26,37 | Світлана Нехорош Донецька область                                              | 33.21,52 |
| 100 метрів з бар'єрами    | Олена Красовська Київ                                                                | 13,03    | Тетяна Ладовська Київська область                                                   | 13,20    | Майя Шемчишена Рівненська область                                              | 13,81    |
| 400 метрів з бар'єрами    | Тетяна Дебела Дніпропетровська область                                               | 57,37    | Анастасія Рабченюк Дніпропетровська область                                         | 58,59    | Олена Кореневська Донецька область                                             | 59,94    |
| 3000 метрів з перешкодами | Анжеліка Аверкова АР Крим                                                            | 10.14,12 | Юлія Ігнатова Миколаївська область                                                  | 10.22,85 | Валентина Горпинич Миколаївська область                                        | 10.27,05 |
| 4×100 метрів              | УкраїнаІрина Кожемякіна Анжела Кравченко Тетяна Ткаліч Марина Майданова              | 44,40    | Донецька областьОльга Петрова Ірина Штангеєва Людмила Ніколенко Тетяна Боненко      | 46,54    | Дніпропетровська областьМарина Саєнко Наталія Шрамко Інна Ярова Ксенія Грачова | 47,89    |
| 4×400 метрів              | Миколаївська областьНаталія Макух Наталія Журавльова Оксана Кочеткова Інна Кучеренко | 3.35,13  | Донецька областьАнтоніна Єфремова Ірина Ліщинська Олена Кореневська Юлія Гуртовенко | 3.37,61  | Збірна областей Тетяна Мовчан Наталія Пигида Тетяна Петлюк Тетяна Дебела       | 3.39,23  |
| Ходьба 20 кілометрів      | Ольга Лук'янчук Волинська область                                                    | 1:33.37  | Віра Зозуля Тернопільська область                                                   | 1:35.34  | Олена Кривохижа Сумська область                                                | 1:40.58  |
| Стрибки у висоту          | Ірина Михальченко Київ                                                               | 1,96     | Віта Стьопіна Запорізька область                                                    | 1,92     | Віта Паламар Київ                                                              | 1,89     |
| Стрибки з жердиною        | Євгенія Коткова Донецька область                                                     | 4,15     | Людмила Вайленко Донецька область                                                   | 4,10     | Наталія Василевська Київ                                                       | 3,90     |
| Стрибки в довжину         | Олена Шеховцова Київ                                                                 | 6,63     | Олександра Стаднюк Черкаська область                                                | 6,59     | Юлія Акуленко Дніпропетровська область                                         | 6,50     |
| Потрійний стрибок         | Олена Говорова Київ                                                                  | 14,32    | Ольга Саладуха Донецька область                                                     | 13,60    | Олександра Стаднюк Черкаська область                                           | 13,54    |
| Штовхання ядра            | Олена Дементій Київська область                                                      | 16,32    | Тетяна Насонова Херсонська область                                                  | 15,76    | Лариса Лапа Дніпропетровська область                                           | 14,77    |
| Метання диска             | Олена Антонова Дніпропетровська область                                              | 60,67    | Вікторія Бойко Донецька область                                                     | 58,94    | Наталія Фокіна Донецька область                                                | 58,38    |
| Метання молота            | Ірина Секачова Київська область                                                      | 67,45    | Марина Резанова Київ                                                                | 66,80    | Наталія Зледенна Київ                                                          | 59,93    |
| Метання списа             | Христина Кліщевська Київ                                                             | 61,04 NR | Надія Кобрин Донецька область                                                       | 57,20    | Тетяна Ляхович Івано-Франківська область                                       | 56,30    |

## Інші чемпіонати
Крім основного чемпіонату, протягом року в різних містах України також були проведені чемпіонати України в окремих дисциплінах легкої атлетики серед дорослих:
- 19-20 лютого — зимовий чемпіонат з легкоатлетичних метань (диск, молот, спис, ядро) (Ялта)
- 23-24 лютого — шосейна ходьба на 50 кілометрів серед чоловіків, а також на 10 та 20 кілометрів у жінок (Євпаторія)
- 26-27 лютого — легкоатлетичний крос (Євпаторія)

### Чоловіки
| Дисципліни               | Золото                                   | Золото  | Срібло                             | Срібло  | Бронза                                    | Бронза  |
| ------------------------ | ---------------------------------------- | ------- | ---------------------------------- | ------- | ----------------------------------------- | ------- |
| Штовхання ядра (зимовий) | Роман Вірастюк Івано-Франківська область | 19,68   | Юрій Пархоменко Київ               | 19,49   | Михайло Гресько Івано-Франківська область | 16,67   |
| Метання диска (зимовий)  | Юрій Білоног Одеська область             | 62,32   | Аббас Самімі Іран                  | 59,60   | Кирило Чупринін Волинська область         | 57,70   |
| Метання молота (зимовий) | Владислав Піскунов Херсонська область    | 78,42   | Олександр Крикун Черкаська область | 73,26   | Вадим Грабовий Дніпропетровська область   | 72,22   |
| Метання списа (зимовий)  | Олег Стаценко Харківська область         | 71,06   | Мехті Раввасі Іран                 | 69,36   | Віктор Міщук Волинська область            | 69,05   |
| Ходьба 50 кілометрів     | Олексій Шелест Сумська область           | 3:58.38 | Юрій Бурбан Львівська область      | 4:05.55 | Олексій Казанін Київська область          | 4:10.27 |
| Крос (4 км)              | Микола Новицький Київ                    | 11.27   | Сергій Редько Луганська область    | 11.39   | Іван Гешко Хмельницька область            | 11.45   |
| Крос (12 км)             | Євген Божко Харківська область           | 37.25   | Андрій Наумов Донецька область     | 37.26   | Василь Матвійчук Хмельницька область      | 37.34   |

### Жінки
| Дисципліни                     | Золото                                  | Золото  | Срібло                              | Срібло  | Бронза                                   | Бронза  |
| ------------------------------ | --------------------------------------- | ------- | ----------------------------------- | ------- | ---------------------------------------- | ------- |
| Штовхання ядра (зимовий)       | Лариса Лапа Дніпропетровська область    | 15,43   | Оксана Захарчук Київська область    | 15,37   | Тетяна Насонова Херсонська область       | 14,18   |
| Метання диска (зимовий)        | Олена Антонова Дніпропетровська область | 62,02   | Вікторія Бойко Донецька область     | 58,12   | Наталія Фокіна Донецька область          | 56,92   |
| Метання молота (зимовий)       | Ірина Секачова Київська область         | 64,82   | Марина Резанова Київ                | 63,90   | Ірина Мартиненко Київська область        | 59,51   |
| Метання списа (зимовий)        | Христина Кліщевська Київ                | 57,12   | Людмила Гаманюк Донецька область    | 56,67   | Тетяна Ляхович Івано-Франківська область | 55,76   |
| Ходьба 10 кілометрів           | Зінаїда Онопрієнко Київ                 | 49.27   | Світлана Гаврилюк Волинська область | 51.03   | Анастасія Кузнецова Київ                 | 51.29   |
| Ходьба 20 кілометрів (зимовий) | Ольга Лук'янчук Волинська область       | 1:30.38 | Віра Зозуля Тернопільська область   | 1:32.38 | Олена Мірошниченко Сумська область       | 1:33.36 |
| Крос (4 км)                    | Ірина Ліщинська Донецька область        | 13.29   | Олена Фадєєва Київ                  | 13.31   | Тетяна Головченко Сумська область        | 13.32   |
| Крос (8 км)                    | Наталія Беркут Київська область         | 28.27   | Римма Дубовик Вінницька область     | 28.41   | Ольга Лук'янчук Волинська область        | 29.02   |